# Isadelphina rufaria
Isadelphina rufaria là một loài bướm đêm trong họ Noctuidae.